# فرودگاه مسکوکا

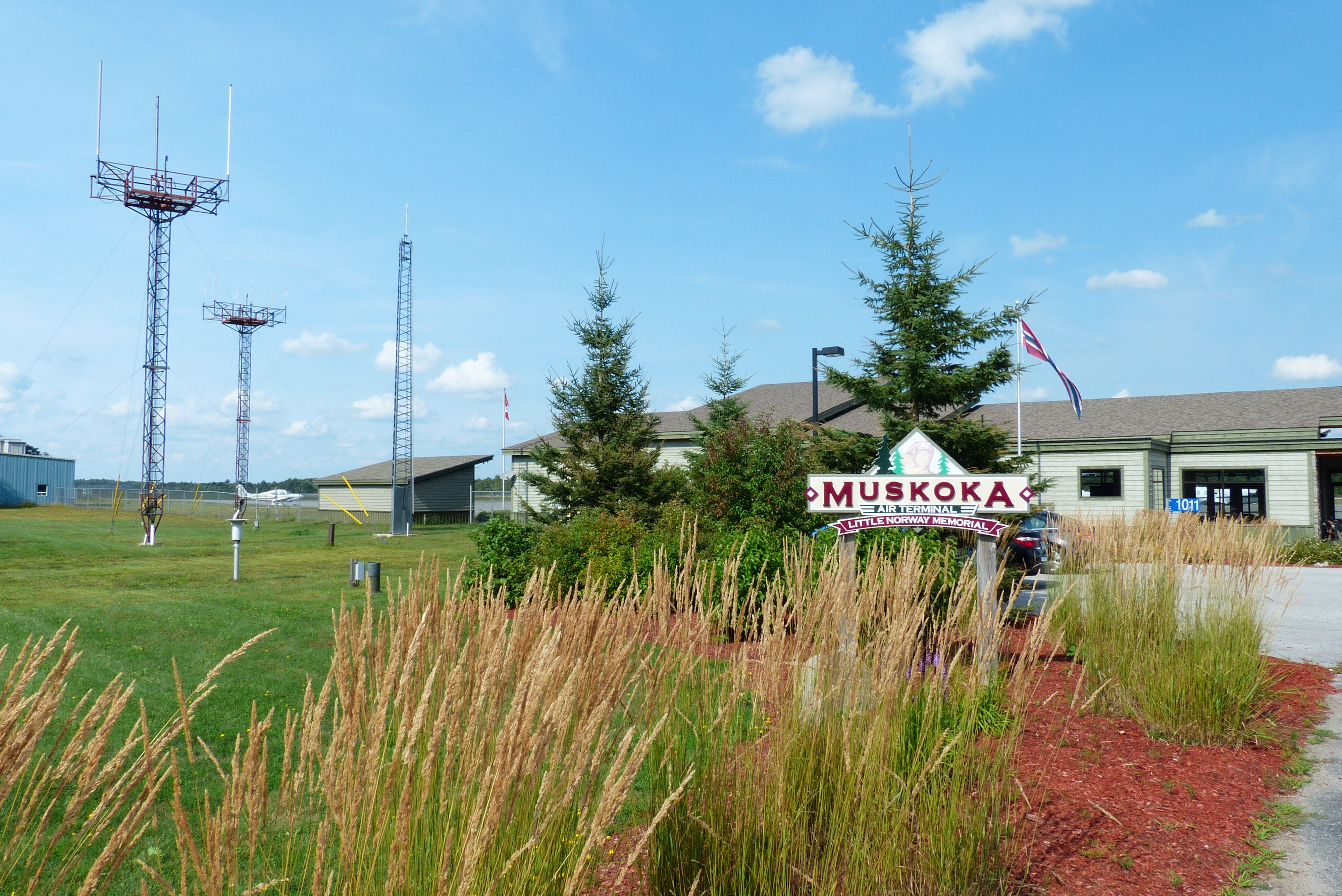
مسکوکا در کانادا

فرودگاه مسکوکا (به انگلیسی: Muskoka Airport) یک فرودگاه همگانی باربری با کد یاتا YQA است که یک باند فرود چمن دارد. این فرودگاه در کشور کانادا قرار دارد .